# Bonner (Gósol)
Bonner és un despoblat en el terme municipal de Gósol, a 1.320 m. d'altura, que actualment està en ruïnes. Hi destaca l'església de Santa Eulàlia de Bonner, inclosa en la ruta del Camí dels bons homes, i que depèn de la parròquia d'Espà. Bonner és entre la població de Peguera i el Molí d'en Güell.